# Dive Coaster
Dive Coaster, también denominada dive machine, es un modelo de montaña rusa de acero fabricada exclusivamente por Bolliger & Mabillard (B&M), que se caracteriza principalmente porque contiene una bajada de 90 grados de inclinación y porque sus trenes pueden llegar a tener hasta diez asientos por fila. Solamente existen 13 en el mundo: 5 están localizadas en Europa, 3 en Estados Unidos, y otras 4 en Asia.

## Historia

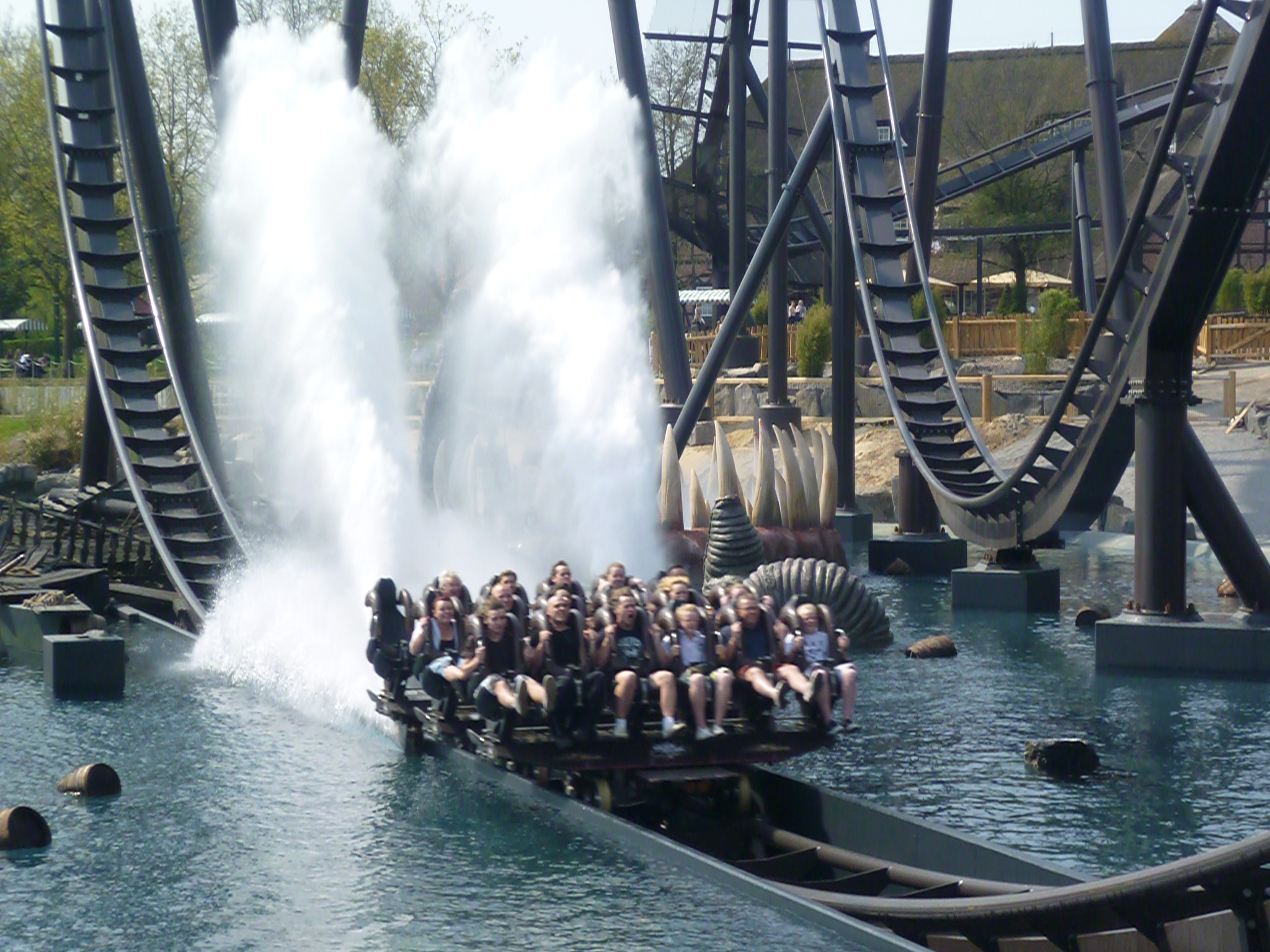
Krake pasando por el elemento splashdown en Heide Park, Alemania

Para Walter Bolliger, uno de los fundadores de B&M, el desarrollo de las Dive coasters empezó entre 1994 y 1995 con Oblivion, la primera montaña rusa de este tipo del mundo, inaugurada el 14 de marzo de 1998 en Alton Towers, Reino Unido. Aunque se clasifique dentro de este tipo, no posee una caída completamente vertical de 90° sino que su inclinación es de 87°. La segunda, que tampoco tiene una caída de 90°, se construyó dos años después en el parque de atracciones Janfusun Fancyworld, en Taiwán, bajo el nombre de Diving Machine G5. Fue en 2005 cuando por fin se inauguró en Busch Gardens Tampa Bay (Estados Unidos) la primera en tener una caída 100 % vertical, SheiKra, la cual también fue la primera en incluir un splashdown, un elemento acuático que simula el amerizaje de un avión. Dos años más tarde, en 2007, otro parque de la misma compañía, Busch Gardens Williamsburg, también en Estados Unidos, anunció la construcción de Griffon, la primera dive coaster cuyos trenes no tendrían suelo para hacer del trayecto una experiencia más intensa. Asimismo, se anunció que los trenes de SheiKra serían reemplazados por los nuevos modelos sin suelo. A partir de entonces, todas las nuevas montañas rusas de este tipo han tenido los tres elementos innovadores que caracterizaron a sus predecesoras: una caída vertical de 90°, un elemento de agua splahdown y trenes sin suelo.

## Características

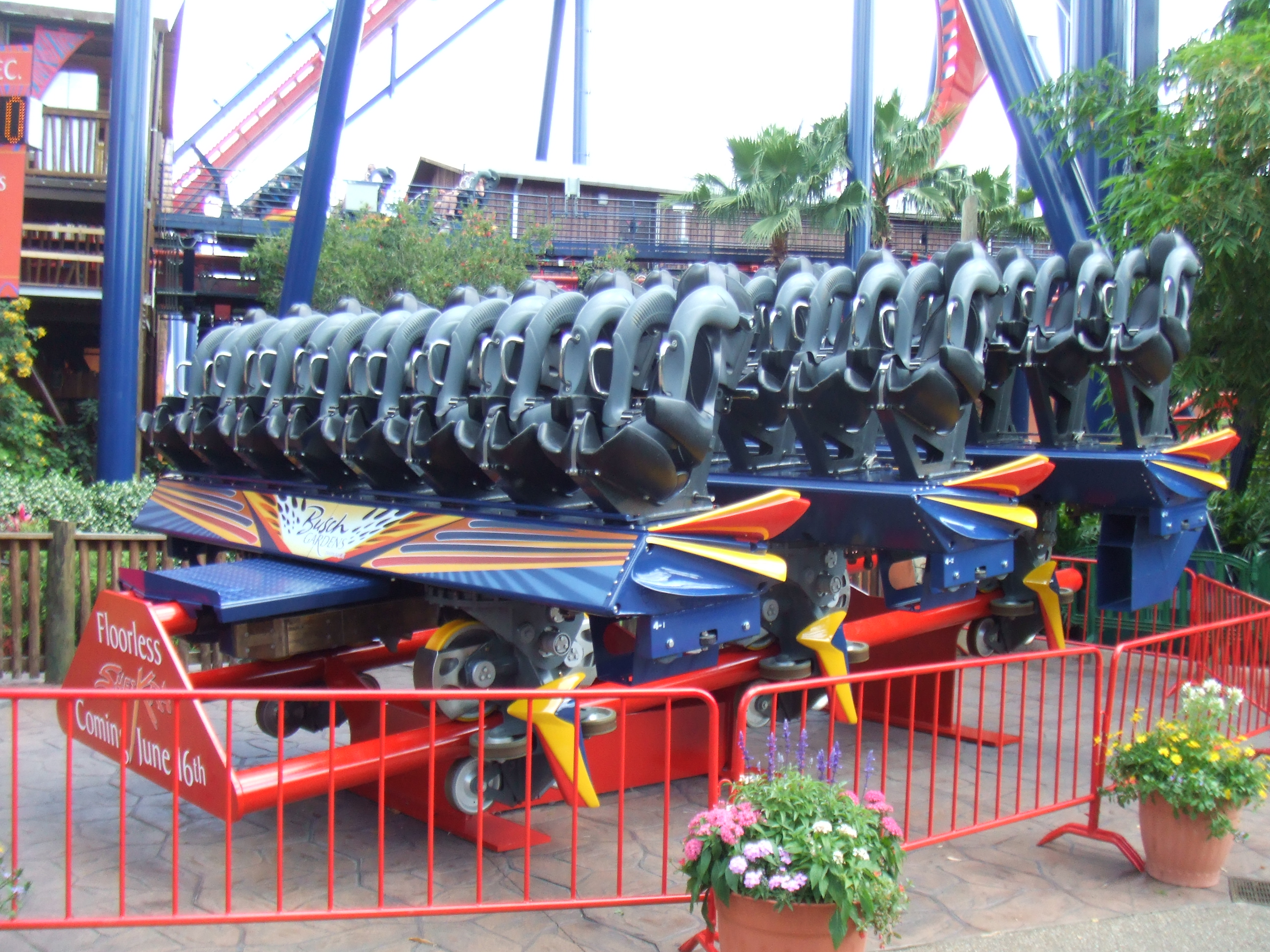
Modelo de trenes sin suelo para SheiKra.

Los diseños de las dive coasters son muy similares. Lo que las diferencia de otras montañas rusas no solo es su caída vertical, sino que en lugar de que el ascenso inicial lleve el tren directamente a la primera caída, en esta montaña rusa, el tren, una vez arriba, recorre un breve tramo llano y se detiene justo en el momento en el que entra en la caída vertical y que alcanza un importante nivel de inclinación. Esto permite que los pasajeros puedan observar brevemente la caída que tienen ante ellos. Después de entre tres y cinco segundos, los frenos se desactivan y el tren empieza su descenso, en el cual los pasajeros experimentan la sensación de caída libre.
Otra de las características que la diferencian de las demás son sus trenes. Estos están formados por dos o tres vagones, cada uno compuesto de una sola fila donde se distribuyen entre seis y diez asientos. La disposición en forma de grada o anfiteatro de los asientos le proporciona al pasajero un mayor campo de visión, lo que intensifica aún más el trayecto. Es debido a este particular diseño de los trenes que el tamaño de las vías debe ser más ancho que en otros modelos de B&M para poder soportar el peso.
La estación de las que disponen de trenes sin suelo, con el fin de permitir el embarque y desembarque de los pasajeros al tren, necesitan suelos movibles. Además, como la primera fila no tiene nada enfrente, se ha de poner una barrera para evitar que los pasajeros puedan caerse. Una vez estos están sentados con los arneses abrochados y bloqueados se abre la barrera y el suelo se separa en diferentes secciones y se desplaza debajo del andén. Una vez llega el siguiente tren y antes de que los pasajeros puedan desabrocharse los arneses, la barrera se cierra y el suelo vuelve a montarse automáticamente.

## Modelos
La siguiente tabla recoge, por orden de apertura, las 13 dive coasters construidas hasta 2018 por Bolliger & Mabillard. 
| Nombre                    | Parque                     | País           | Apertura              | Estado    |        |
| ------------------------- | -------------------------- | -------------- | --------------------- | --------- | ------ |
| Oblivion                  | Alton Towers               | Reino Unido    | 14 de marzo de 1998   | Operativa | [ 2 ]  |
| Diving Machine G5         | Janfusun Fancyworld        | Taiwán         | 29 de marzo de 2000   | Operativa | [ 3 ]  |
| SheiKra                   | Busch Gardens Tampa Bay    | Estados Unidos | 21 de mayo de 2005    | Operativa | [ 4 ]  |
| Griffon                   | Busch Gardens Williamsburg | Estados Unidos | 18 de mayo de 2007    | Operativa | [ 6 ]  |
| Dive Coaster              | Chimelong Paradise         | China          | 21 de enero de 2008   | Operativa | [ 9 ]  |
| Diving Coaster            | Happy Valley Shanghai      | China          | 16 de agosto de 2009  | Operativa | [ 10 ] |
| Krake                     | Heide Park                 | Alemania       | 16 de abril de 2011   | Operativa | [ 11 ] |
| Oblivion - The Black Hole | Gardaland                  | Italia         | 28 de marzo de 2015   | Operativa |        |
| Valravn                   | Cedar Point                | Estados Unidos | 7 de mayo de 2016     | Operativa |        |
| Western Regions Heaven    | Happy Valley               | China          | 10 de febrero de 2018 | Operativa | <      |
| Valkyria                  | Liseberg                   | Suecia         | 10 de agosto de 2018  | Operativa |        |